# Nagymizdó
Nagymizdó é um município da Hungria, situado no condado de Vas. Tem 6,76 km² de área e sua população em 2015 foi estimada em 110 habitantes.